# Костюк Михайло Дмитрович
Костю́к Миха́йло Дми́трович (нар. 22 листопада 1961, с. Кобилець, Коломийський район, Івано-Франківська область, Українська РСР, СРСР) — український менеджер залізничного транспорту. Генеральний директор Державної адміністрації залізничного транспорту України (Укрзалізниці) з 17 грудня 2008 року по 18 березня 2011 року. Голова Львівської обласної державної адміністрації з 2 листопада 2011 року по 2 березня 2013 року. Заступник голови Київської міської державної адміністрації від 6 червня 2013 року.
Кандидат технічних наук, член-кореспондент Транспортної академії наук України.

## Життєпис
Народився 22 листопада 1961 року в селі Кобилець Коломийського району, Івано-франківської області. Закінчив 8 класів Загайпільської середньої школи, та у 1976 році вступив до Чернівецького технікуму залізничного транспорту на відділення «Колія та колійне господарство». В 1980 році, після успішного закінчення, відправлений на роботу у Львівську дистанцію колії, де пройшов трудовий шлях від бригадира колії, до головного інженера. Військову службу 1980—1982 рр. Михайло Дмитрович проходив у Залізничних військах Актюбінської бригади, в колійному батальйоні, що займався реконструкцією станцій в Накзил Ординському напрямку. Напевно, тяжкий ручний труд військових залізничників, та нестерпні побутові умови спонукали його в подальшій роботі займатися покращенням санітарно- побутових умов праці колійників, та запроваджувати комплекси колійних машин для заміни важкої ручної праці колійників сучасною технікою. В 1982 році після демобілізації М.Костюк без роздумів повертається на роботу в рідний колектив ПЧ1 Львівської залізниці. В 1983 році Михайло Костюк розпочинає навчання в ДІІТ на факультеті «Будівництво залізниць. Колія та колійне господарство», без відриву від виробництва. Працюючи на різних посадах у Львівській дистанції колії, захищає дипломну роботу у відомого професора Даниленка Е. І. з проектування та технології заміни стрілочних переводів. В 1987 році отримує диплом інженера колійника, та після невеликої перерви продовжує науково-дослідницьку роботу з впровадження в колійному господарстві сучасних конструкцій колії та стрілочних переводів. Особливий період в житті молодого колійника, головного інженера ПЧ1 Львівської залізниці починається на будівництві колійного розвитку Львівського приміського вокзалу в 1996 році, де під його керівництвом, вперше на Львівській залізниці збудована станція з коліями на пружинних кріпленнях типу СБ-3 з довгомірними рейками та стрілочними переводами на залізобетонних брусах. Такий підхід з комплексного оздоровленяя станцій, належна механізація робіт, висока якість та оперативність були оцінені керівництвом Львівської залізниці. В 1996 році М. Костюк призначений заступником начальника служби колії Львівської залізниці, а в 1998 році стає її начальником. Це були роки перелому відношення до колійників, але і колійники не підводили керівництво залізниці. В цей період Львівську залізницю очолює Г. М. Кірпа і на дорозі, в ті непрості часи нехватки ресурсів, один за одним впроваджуються нові проекти з комплексної модернізації залізничної інфраструктури, що було і є надзвичайно важливим прикладом для сьогодення. Так, в 1996 році за кошти Львівської залізниці, відремонтовано корпуси, та відкрито Львівський філіал ДІІТу.
У 1998—1999 рр. львівські колійники, при підтримці УЗ, відновлюють, зруйновану під час повені, колійну інфраструктуру Закарпаття. В цей період М. Костюк активно шукає нові технології у боротьбі із хворобами в колійному господарстві: йде масова заміна колій на дерев'яних шпалах, ведеться пошук, і знаходиться рішення з облаштування колій на залізобетонних шпалах на кривих ділянках Карпат, міняється форма та матеріал підрейкових та нашпальних прокладок, перекладається на залізобетон львівський вузол, запроваджується глибока очистка баласту. Надто слабким для умов експлуатації на УЗ виявилось польське пружне кріплення СБ-3. Костюк з групою науковців та виробничників пропонує модернізовані КПП-1 та КПП-5. Результатом цього стає захист проекту з модернізації колії та горловин станцій в 21- денне вікно, на перегоні Рівне- Здолбунів. Вперше в Україні комплексно модернізовано перегони, вкладено довгомірні рейки, та відкрито перегон для руху поїздів з встановленою швидкістю. Колійні машини збирались з усієї України, щоб забезпечити повноцінний комплекс. Власне, після цього експерименту і було запроваджено термін «модернізація коліЇ». Іде активна робота з наукового супроводу, активно працює кафедра колії ДІІТу.
В 2000 році на Львівській залізниці ставиться абсолютний річний рекорд - 520 км капітально відремонтованих колій. В листопаді цього ж року М. Костюк призначений начальником головного Управління колійного господарства Укрзалізниці. Михайло Дмитрович отримує повну підтримку Кірпи Г. М. на переозброєння колійного господарства сучасними колійними машинами, та їх виробництва в Україні. В короткі терміни, разом із кафедрою колії ДІІТу відбувається докорінна зміна технологічних процесів модернізації колії (довготривалі вікна, поперегонні об'єми, вкладання залізобетонних шпал з пружними кріпленнями українського виробництва). Михайлу Дмитровичу, у впровадженні новацій активно сприяють діітовці: професор Даниленко, та професор Рибкін. В цей період в Україні розпочато виробництво високотехнологічних машин світового рівня: ВПР-1200, стабілізатор колії, кювето нарізні та щебнеочисні машини. Такі новації дозволили в 2001—2003 рр. підготувати колійне господарство для запровадження на головних напрямках країни прискорений рух пасажирських потягів. В 2004 році під час будівництва атводороги Київ-Одеса, М.Костюк з трьохтисячним колективом залізничників задають тон швидкого та якісного ведення будівельних робіт. Закінчує навчання на аспірантурі, захищає наукову дисертацію, та здобуває ступінь кандидата технічних наук. В 2008 році М. Костюк призначений заступником Генерального директора Укрзалізниці. В 2009 році постановою уряду Тимошенко Ю. В. призначений на посаду Генерального директора Укрзалізниці. На цей період припадає удар світової фінансової кризи, залізнична галузь на грані технічного дефолту. Та колектив залізничників, очолюваний Костюком, справляється з викликом, та у 2011 році галузь спрацювала з прибутком, отримавши нагороду Європейської асамблеї бізнесу «Best Enterprises of Europe».
В 2010 році збудовано 72 км нових колій на дільниці Долинська- Миколаїв. Підготовлено проект запровадження швидкісного руху в Україні, і М. Костюк з групою вчених Академії Наук України КУЄТТ, у 2011 році звершують наукову роботу, номіновану на здобуття Державної Премії в області транспорту. В 2011 році М. Костюк призначений Головою ЛОДА. В цей період в області ведеться активна робота з підготовки до Євро 2012: завершується будівництво трох шкіл, капітально відремонтовано біля 300 км автодоріг, у м. Львові побудовано новий стадіон та сучасний аеропорт. Весною 2012 року, Львівщина на високому рівні приймає гостей футбольного чемпіонату. Восени 2012 року на львівщині без жодних інцидентів проходять демократичні вибори до Верховної Ради. Навесні 2013 року Голова ЛОДА подає у відставку. У 2013—2014 рр Костюк очолює дорожньо-транспортний комплекс столиці України, працюючи заступником Голови КМДА.

## Державні нагороди
Знаки «Почесному залізничнику» та «Заслужений працівник транспорту України».

## Інтерв'ю
- Алла Єрьоменко. Михайло Костюк: «Ми не можемо собі дозволити зупинити залізницю» // Дзеркало тижня, № 45 (773), 21.11.2009[недоступне посилання з квітня 2019]